# Cuộc nổi dậy của người dân Thái 1973
Sự kiện 14 tháng 10 năm 1973 (tiếng Thái: เหตุการณ์ 14 ตุลา, RTGS: Hetkan Sip-Si Tula, "Sự kiện 14 tháng 10"; hay tiếng Thái: วันมหาวิปโยค, RTGS: Wan Maha Wippayok, "ngày Đại bi thương") là một sự kiện bước ngoặt trong lịch sử Thái Lan. Cuộc nổi dậy dẫn đến kết thúc chế độ độc tài quân sự cầm quyền của Thủ tướng chống cộng Thanom Kittikachorn và thay đổi hệ thống chính trị Thái Lan. Đáng chú ý, cuộc nổi dậy đánh dấu ảnh hưởng ngày càng tăng của sinh viên Thái Lan trên chính trường.

## Hoạt động chính trị của sinh viên Thái Lan thập niên 1950–1970
Các hoạt động chính trị sinh viên tại Thái Lan phát triển trong thập niên 1950 khi nhiều sinh viên được truyền cảm hứng từ ý thức hệ tả khuynh, họ huy động và tổ chức các cuộc thị uy và tập hợp chống các chính sách thân Mỹ của chính phủ Thái Lan đương nhiệm. Số lượng sinh viên gia tăng cũng là nguyên nhân khiến họ nổi lên thành một lực lượng chính trị, khi mà từ năm 1961 đến 1972 số sinh viên đại học tăng từ 15.000 lên 150.000, trong khi số lượng các đại học tăng từ 5 lên 17. Trước năm 1968, hoạt động của sinh viên bị hạn chế trong thị uy lòng trung thành thay vì yêu cầu các thay đổi hay chỉ trích hệ thống chính trị. Sự kiện Thủ tướng Sarit Thanarat từ trần vào tháng 11 năm 1963 thay đổi tình hình khi chính phủ dưới quyền Thanom Kittikachorn khoan dung hơn với các sinh viên và tri thức. Các ấn bản của Tạp chí Khoa học Xã hội trong thập niên 1960 được cho là nguyên nhân dẫn đến tái khởi động tư duy tri thức và thảo luận trong chính trị Thái Lan. Các nhóm thảo luận nổi lên tại các đại học lớn, chúng phát triển thành các nhóm độc lập có tổ chức và quan trọng, như "Sapha Na Dome", "Sethatham" và "SOTUS". Các nhóm độc lập này cũng bắt đầu tổ chức các hội thảo chính trị bí mật, khuyến khích các sinh viên tiến hành phân tích và phê bình.

## Trung tâm Sinh viên Quốc gia Thái Lan
Các nhóm thảo luận sinh viên tách biệt với các hội sinh viên tồn tại từ trước trong các trường. Họ có tư tưởng cấp tiến và tìm các cách thức mới để diễn giải xã hội và chính trị Thái Lan, thường là với thái độ tả khuynh. Họ không tổ chức bản thân theo cách thức vận hành chính thức của các hội sinh viên, chẳng hạn dựa trên cơ sở có thứ bậc và bảo thủ chính trị. Các nhóm từ các đại học khác nhau vượt qua được ganh đua giữa các trường của họ, và thiết lập tiếp xúc với nhau. Các chương trình phát triển dựa trên mô hình của "Peace Corps" Hoa Kỳ đưa sinh viên từ các trường sở khác nhau đến làm việc tại các khu vực nông thôn trong kỳ nghỉ, và buộc họ nhìn nhận các vấn đề tại nông thôn. Các chương trình cũng nhằm thể hiện cho các sinh viên rằng kiến thức trường học đào tạo cho họ thiếu ra sao, để họ có thể sử dụng bất kỳ kiến thức nào của mình để cải thiện điều kiện của phần lớn cư dân nông thôn.
Một kết quả của quá trình gia tăng tiếp xúc không cạnh tranh giữa các đại học là Trung tâm Sinh viên Quốc gia Thái Lan (NSCT) được thành lập vào năm 1968. Mục đích của tổ chức là để đại diện và phối hợp các hành động của sinh viên. Trung tâm Sinh viên Quốc gia Thái Lan đóng một vai trò quyết định trong nổi dậy năm 1973. Sau một số hội nghị giữa đại biểu từ các đại học trong nước, có đề xuất rằng sinh viên Thái Lan cần có một tổ chức liên đại học. Tổ chức này gồm hai thành viên từ mỗi một trong 11 thể chế: Đại học Chulalongkorn, Đại học Thammasat, Đại học Kasetsart, Đại học Silpakorn, Đại học Mahidol, Đại học Chiang Mai, Đại học Khon Kaen, Đại học Hoàng tử Songkla, Cao đẳng Giáo viên Prasanmit (nay là Đại học Srinakharinwirot), Cao đẳng Giáo viên Bangsaen (nay là Đại học Burapha) và Cao đẳng Giáo viên Patumwan (nay hợp nhất với Đại học Srinakharinwirot).
Trong những năm đầu tồn tại, Trung tâm Sinh viên Quốc gia Thái Lan không có hoạt động đặc biệt và không tổ chức bất kỳ hoạt động chính trị nào. Chẳng hạn, Trung tâm Sinh viên Quốc gia Thái Lan không tham dự trong các cuộc thị uy chống tham nhũng nội bộ tại Đại học Chulalongkorn trong tháng 9 năm 1970. Thay vào đó, họ tập trung vào các lĩnh vực như phục vụ cộng đồng, tư vấn tân sinh viên và sản xuất một chương trình truyền hình tán dương Quốc vương Bhumibol Adulyadej. Quan điểm bảo thủ, bảo hoàng này có nguồn gốc từ tổ chức của Trung tâm Sinh viên Quốc gia Thái Lan và cách thức bầu các lãnh đạo. Trung tâm Sinh viên Quốc gia Thái Lan gồm có ba ủy ban, có chủ tịch của các hội sinh viên là người chịu trách nhiệm xây dựng chính sách và lựa chọn lãnh đạo của các đơn vị trong ban thư ký. Điều này gây khó khăn cho các thành viên của các nhóm có ý thức chính trị cao hơn nếu họ muốn kiểm soát hay thậm chí là gây ảnh hưởng tới Trung tâm Sinh viên Quốc gia Thái Lan, trong khi họ vẫn bị hầu hết các sinh viên ngờ vực. Do đó, các nhà hoạt động chính trị không thể thắng cử trong các hội sinh viên và đương nhiên là Trung tâm Sinh viên Quốc gia Thái Lan. Nhiều nhóm thảo luận nhận thấy Trung tâm Sinh viên Quốc gia Thái Lan có tư tưởng bảo thủ và lạc hậu.
Tình hình thay đổi vào năm 1972, khi một sinh viên kỹ thuật tên là Thirayuth Boonmee đến từ Đại học Chulalongkorn trở thành Tổng thư ký của Trung tâm Sinh viên Quốc gia Thái Lan. Anh bắt đầu đưa Trung tâm Sinh viên Quốc gia Thái Lan tham dự chính trường. Tuy nhiên, anh thận trọng trong lựa chọn các vấn đề để vận động phản đối, cho Trung tâm Sinh viên Quốc gia Thái Lan thời gian để huy động và duy trì động lượng chính trị.
Dù bề ngoài phong trào sinh viên là thống nhất, song giữa các sinh viên có phân hóa dễ thấy. Trong khi họ thống nhất trong mục tiêu loại bỏ Thủ tướng-Nguyên soái Thanom Kittikachorn và bè đảng của ông ta khỏi chức vụ, song khi Thanom Kittikachorn đi lưu vong thì phong trào sinh viên phân hóa thành hai phái chủ đạo: các sinh viên đại học ôn hòa và các sinh viên kỹ thuật, chuyên nghiệp cấp tiến. Các sinh viên chuyên nghiệp có đặc trưng là thiên hướng bạo lực và yêu cầu quyền được học lấy bằng cấp. Tương tự, Trung tâm Sinh viên Quốc gia Thái Lan bị phân hóa giữa hai nhân vật Sombat Thamrongthanyawongse và Seksan Prasertkul. Một số học giả liên kết xung đột này với cạnh tranh quyền lực phái hệ cá nhân mang tính truyền thống tại Thái Lan, là đặc trưng trong bộ máy quan liêu nước này. Tuy nhiên, những người khác dẫn ra hợp tác giữa Sombat Thamrongthanyawongse và Seksan Prasertkul trong hoạt động kháng nghị xây dựng một sân bay quốc tế thứ hai cho Bangkok để làm chứng cứ biểu thị rằng họ có thể hợp tác, không giống như trong một hệ thống bị bè đảng hóa điển hình.

## Các hành động của NSCT dẫn đến sự kiện tháng 10 năm 1973
Tháng 11 năm 1972, Trung tâm Sinh viên Quốc gia Thái Lan bắt đầu một chiến dịch nhằm tẩy chay hàng hóa Nhật Bản. Đây là một động thái chiến lược do nó tránh công kích trực tiếp chính phủ Thanom Kittikachorn song lại biểu thị công khai các mục đích của sinh viên. Trung tâm Sinh viên Quốc gia Thái Lan tiến hành phân phát tờ rơi tại các trung tâm mua sắm, công bố một "tuần chống hàng Nhật" và trình bày một kế hoạch kinh tế mười điểm lên Thanom Kittikachorn, và cũng tổ chức một cuộc tuần hành kháng nghị. Điều này gây khó khăn cho chính phủ Thanom Kittikachorn để thẳng tay trấn áp Trung tâm Sinh viên Quốc gia Thái Lan dù đã cấm chỉ các chính đảng khác do Trung tâm Sinh viên Quốc gia Thái Lan sử dụng tình cảm dân tộc.
Cùng với thành công của chính dịch chống hàng Nhật, Trung tâm Sinh viên Quốc gia Thái Lan có lập trường rõ ràng hơn trong tháng 12 năm 1972 khi phản ứng với Sắc lệnh số 299 của Hội đồng Điều hành Quốc gia của chính phủ, theo đó cho phép hội đồng này đặt bộ máy tư pháp trực tiếp dưới quyền kiểm soát của quan chức, khiến quyền lực của quan chức tăng lên. Trung tâm Sinh viên Quốc gia Thái Lan tổ chức một cuộc kháng nghị ngồi suốt đêm tại Đại học Thammasat và một cuộc tuần hành từ trường này sang Đại học Chulalongkorn. Một cuộc tập hợp kháng nghị cũng được tổ chức tại Đại học Chiang Mai. Trung tâm Sinh viên Quốc gia Thái Lan cũng nhận được ủng hộ từ Hiệp hội Luật sư Thái Lan và một số thành viên trong hệ thống truyền thông. Ba ngày sau đó, chính phủ chùn bước và sắc lệnh bị rút lại.
Tháng 6 năm 1973, một số sinh viên từ Đại học Ramkhamhaeng bị đuổi học do châm biếm chính phủ đương nhiệm. Lời châm biếm liên quan đến bê bối săn bắn Thung Yai diễn ra từ tháng 4 năm 1973, khi một máy bay trực thăng quân sự bị rơi làm thiệt mạng các sĩ quan quân đội cấp cao cùng các thành viên gia đình, các doanh nhân thịnh vượng, và một ngôi sao điện ảnh. Sự nổi tiếng của những diễn viên và doanh nhân này khiến sự kiện không thể che đậy được; lời châm biếm công khai một số chi tiết, khơi dậy sự phẫn nộ của công chúng toàn quốc. Các hoạt động này được tiến hành tại thời điểm chính phủ kéo dài nhiệm kỳ tại vị của Thanom Kittikachorn cùng cấp phó của ông ta là Praphas Charusathien thêm một năm nữa. Trung tâm Sinh viên Quốc gia Thái Lan phản ứng bằng cách tổ chức các cuộc tập hợp nhằm kêu gọi cho các sinh viên này được tiếp tục học tập. Sau đó, chính phủ quyết định đóng cửa các trường đại học, khiến các cuộc tập hợp gia tăng về quy mô, đạt đến 50.000. Cuối cùng, chính phủ nhượng bộ, các sinh viên được tiếp tục học tập và hiệu trưởng bị buộc phải từ chức.
Nhờ những hành động này, Trung tâm Sinh viên Quốc gia Thái Lan giành được danh tiếng là đứng về phía nhân dân, giúp xoay quan điểm của tầng lớp trung lưu sang chống chính phủ. Trung tâm Sinh viên Quốc gia Thái Lan cũng nghiên cứu để có thể tổ chức các cuộc tập hợp và thị uy có hiệu quả, cho thấy sự phát triển của họ về kinh nghiệm và mưu trí. Đến tháng 10 năm 1973, họ quyết định hành động khi đã giành được cho mình một tiếng nói chính trị, và được khuyến khích từ các thành công trước đó.

## Các sự kiện từ 6–15 tháng 10 năm 1973
Ngày 6 tháng 10, Thirayuth Boonmee và mười nhà hoạt động chính trị khác bị bắt giữ vì phân phát tờ rơi tại các địa điểm đông người thuộc Bangkok như Bang Lamphu, Quảng trường Siam, Pratunam, thúc đẩy ủng hộ cho một dự thảo ban đầu của hiến pháp. Chính phủ đương nhiệm sử dụng một sắc lệnh cấm chỉ tập hợp trên 5 người để bắt giữ họ. Họ bị đưa đến đồn cảnh sát và nhà của họ bị khám xét. Ngày 7 tháng 10, một người bị cáo buộc là thành viên của một nhóm tán thành dự thảo hiến pháp tên là Kongkiat Kongka cũng bị bắt giữ.
Ngày 8 tháng 10, 12 người bị bắt bị từ chối cho tại ngoại và còn bị Phó Thủ tướng Praphas Charusathien cáo buộc có liên kết với một âm mưu nhằm lật đổ chính phủ.
Ngày 9 tháng 10, hơn 2.000 sinh viên từ Đại học Thammasat thị uy tại một cuộc tập hợp chống chính phủ. Sau cuộc tập hợp, các sinh viên tổ chức một buổi cầu nguyện suốt đêm, gia nhập cùng họ là các sinh viên từ Đại học Chulalongkorn và một số cao đẳng giáo dục. Một cựu nghị viên tên là Khaisaeng Suksai cũng bị bắt giữ, đưa tổng số người bị bắt giữ lên 13.
Ngày 10 tháng 10, các cuộc tập hợp tại Bangkok phát triển về quy mô khi có thêm sinh viên từ các tổ chức khác tham gia kháng nghị. Chính phủ chuẩn bị phản ứng bằng cách yên lặng thành lập Trung tâm Kiểm soát Khủng hoảng do Praphas Charusathien đứng đầu.
Ngày 11 tháng 10, Praphas Charusathien chấp thuận họp với các sinh viên, sinh viên yêu cầu phóng thích 13 người bị bắt giữ, song yêu cầu này bị bác bỏ. Đến thời điểm này, cuộc tập hợp đã chuyển địa điểm sang khuôn viên Đại học Thammasat để đủ không gian do quy mô tăng lên khi mà số người kháng nghị lúc này đạt 50.000.
Ngày 12 tháng 10, chính phủ tuyên bố rằng họ sẽ cho 13 người bị bắt giữ được tại ngoại, song các sinh viên bác bỏ đề xuất, cho rằng họ chỉ chấp thuận phóng thích vô điều kiện. Quần chúng đóng góp tiền để ủng hộ hoạt động kháng nghị.
Ngày 13 tháng 10, đám đông trên 400.000 người (gồm nhiều thành viên quần chúng), quyết định tuần hành đến Đài kỷ niệm Dân chủ và yêu cầu phóng thích những người bị bắt giữ. Chính phủ nhanh chóng chấp thuận các yêu cầu và cam kết rằng hiến pháp chính thức sẽ được công bố vào tháng 10 năm 1974. Do các yêu cầu của mình được đáp ứng, các sinh viên chấp thuận trở về các trường đại học, tuy nhiên khoảng 200.000 học sinh-sinh viên từ chối giải tán và thủ lĩnh của họ là Seksan Prasertkul quyết định dẫn họ đến cung điện để nhận khuyến cáo từ Quốc vương Bhumibol Adulyadej.
Ngày 14 tháng 10, các sinh viên đến cung điện và được người đại diện cho Quốc vương tiếp, người này nói rằng Quốc vương yêu cầu các sinh viên giải tán. Các sinh viên chấp thuận làm theo, và phó cảnh sát trưởng ra lệnh đặt chướng ngại vật để giải tán các sinh viên theo một hướng trong trật tự. Do đám đông có quy mô lớn nên nhiều người không thể rời đi, song cảnh sát lại từ chối yêu cầu của họ là để lối thoát khác, điều này khiến các sinh viên phẫn uất. Nhanh chóng nghe được tin về bạo lực chống lại các sinh viên khi đám đông trở nên bất kham. Đến sáng sớm, bom phát nổ gần vương cung và cảnh sát bắt đầu tấn công các sinh viên.
Đến cuối buổi sáng, xuất hiện các hành động mang tính phá hoại và bạo lực từ cả hai phía khi tình hình mất kiểm soát. Chính phủ điều xe tăng, máy bay trực thăng và bộ binh đến hỗ trợ cảnh sát. Hơn một trăm sinh viên kháng nghị bị thiệt mạng và nhiều tòa nhà trong và quanh Đại lộ Rajdamnern bị bốc cháy. Số lượng người thị uy nhanh chóng tăng lên đến hơn 500.000 do các sinh viên khác và các cảm tình viên của họ tập hợp để bảo vệ họ. Các binh sĩ cuối cùng triệt thoát vào buổi tối, và khoảng lúc 7:15 tối Quốc vương tuyên bố trên sóng truyền hình và phát thanh rằng chính phủ quân sự của Thanom Kittikachorn đã từ chức.
Bạo lực tiếp tục sang ngày 15 tháng 10 quanh các đồn cảnh sát, khi các sinh viên yêu cầu loại bỏ Thanom Kittikachorn khỏi chức vụ người đứng đầu lực lượng vũ trang. Chỉ đến khi có tuyên bố rằng Thanom Kittikachorn, Praphas Charusathien, và con trai của Thanom Kittikachorn- con rể của Praphas Charusathien là Narong Kittikachorn đã đào thoát khỏi Thái Lan thì Bangkok mới yên ổn trở lại.

## Hậu quả
Trong cuộc nổi dậy, xuất hiện một lực lượng chính trị chưa từng có trước đây tại Thái Lan, và quốc gia này dần trở nên phân cực hơn nữa. Ngay sau cuộc nổi dậy, cảm giác phổ biến là triển vọng và hưng phấn, tuy nhiên mọi thứ trở nên tệ hơn khi nền dân chủ phải chịu trách nhiệm cho các hậu quả của chế độ độc tài trong quá khứ. Có vô số nguyên nhân khiến sinh viên được ủng hộ, đối với một đa số dân chúng thì chính phủ quân sự là một nguyên nhân chủ yếu do chế độ thất bại trong kiềm chế lạm phát và ngăn chặn tình trạng thiếu gạo. Tương tự, một học giả về Đông Nam Á là Benedict Anderson lập luận rằng dù dành cho phong trào khả năng và tín nhiệm, song tầng lớp trung lưu Thái Lan rất ít quan tâm đến các mục tiêu của sinh viên so với bất mãn của họ với các biến hóa xã hội và kinh tế tác động đến sinh hoạt của bản thân.
Theo chủ nghĩa lý tưởng của mình, Trung tâm Sinh viên Quốc gia Thái Lan quyết định sử dụng các khoản quyên góp mà họ thu thập được trong phong trào Tháng 10 năm 1973 để giáo dục cư dân nông thôn về dân chủ và tiến trình của nó. Chương trình Tuyên truyền Dân chủ bắt đầu một cách nghiêm túc và kéo dài trong vài tháng sau khi chế độ mới được lập và "sứ giả dân chủ" được phái đến toàn bộ 580 huyện tại Thái Lan. Phong trào này kéo dài cho đến năm 1974, khi nó buộc phải dừng lại do thực tế khác biệt văn hóa, kháng cự, và tình trì trệ. Bất đồng giữa các sinh viên tiếp tục nổi lên với những lời than phiền từ cải cách giáo dục đến mất cân bằng mậu dịch giữa Thái Lan và Nhật Bản hay ảnh hưởng của CIA đến tổ chức quân sự Thái Lan. Các cuộc đình công và biểu tình ngồi bắt đầu vào tháng 11 năm 1973 làm đổ vỡ các doanh nghiệp cùng sinh hoạt cá nhân. Bầu không khí hỗn loạn tiếp tục với các tường thuật về cộng sản nổi dậy tại Đông Bắc được truyền đi.
Thiếu sự lãnh đạo mạnh trong chính phủ lâm thời có nghĩa là sẽ có ít đoạn tuyệt với quá khứ. Thậm chí theo hiến pháp mới và sau tổng tuyển cử, các đại biểu tiếp cận nhiệm vụ lập pháp của họ với thái độ thận trọng, bỏ phiếu một cách dè dặt và bác bỏ bất kỳ luật nào có thể đe dọa đến tầng lớp thượng lưu thủ cựu và thịnh vượng. Hơn nữa, các nhà lãnh đạo dân sự mới lo ngại khiến quân đội khó chịu và không kiềm chế đặc quyền của các quan chức có quyền thế lớn.

## Phân tích
Cuộc nổi dậy rõ ràng được thúc đẩy do các hành động của sinh viên đại học, song vai trò của các lực lượng khác cũng cần được đề cập đến. Trong đó có kình địch giữa các lực lượng vũ trang, đặc biệt là giữa lục quân và hải quân, cùng một loạt cuộc đình công tự phát của quần chúng lao động và công nhân dân sự vào tháng 8 và tháng 9 năm 1973, đều giúp hình thành không khí có lợi cho thay đổi chính phủ.
Dù cuộc nổi dậy không làm thay đổi vai trò của quân chủ, song nó nhấn mạnh vị thế của quân chủ thành một trọng tài chung cuộc giữa các lực lượng đối lập. Ngày 14 tháng 10, Quốc vương Bhumibol bổ nhiệm Sanya Dharmasakti làm thủ tướng bằng chiếu chỉ. Đến ngày 22 tháng 5 năm 1974, Sanya Dharmasakti bổ nhiệm một ủy ban để soạn thảo hiến pháp mới, và đến ngày 27 tháng 5 thì đề nghị được từ chức. Hạ viện Thái Lan ra một nghị quyết yêu cầu ông phục vụ một nhiệm kỳ liên tục thứ nhì. Tháng 12 năm 1973, Quốc vương bổ nhiệm Đại Quốc hội gồm 2.346 thành viên, cơ quan này bầu ra Nghị hội Quốc gia gồm 200 thành viên để thay thế cơ cấu cũ. Quan trọng hơn nữa là Quốc vương duy trì là một nơi tham khảo quan trọng đối với nhân dân Thái Lan kể từ đó.
Điều bất thường là vai trò của Đảng Cộng sản Thái Lan trong phong trào sinh viên, đảng này không có ảnh hưởng hữu hình nào trong các sự kiện tháng 10 năm 1973. Đảng Cộng sản Thái Lan cũng thất bại khi muốn hợp nhất các sinh viên vào cuộc đấu tranh của họ do một số nguyên nhân. Đầu tiên, bản chất của các sinh viên ngăn cản họ gia nhập do đa số xuất thân từ trung lưu và hạ trung lưu và theo học đại học với hy vọng tìm kiếm công việc trong bộ máy chính phủ. Hơn thế, một cựu nhân vật cộng sản là Gawin Chutima lập luận rằng các sinh viên bị bó chặt vào tư tưởng Sakdina, phụ thuộc và tuân theo người lớn tuổi và các nhân vật ở vị trí bên trên trong xã hội. Thêm vào đó, Đảng Cộng sản Thái Lan theo đuổi con đường tư tưởng Mao Trạch Đông nghiêm ngặt, theo đó kêu gọi tiến hành cách mạng trước tiên tại các khu vực nông thôn. Đảng Cộng sản Thái Lan không nhìn nhận các sinh viên là đối tượng thích hợp để làm đội quân tiên phong cho một cách mạng Marxist. Họ đánh giá các sinh viên là đối tượng có ý chí bạc nhược và vô kỷ luật, họ không thay đổi quan điểm này kể cả sau khi các sinh viên bị đàn áp vào tháng 10 năm 1976. Tuy thế, sau các sự kiện vào tháng 10 năm 1973, Đảng Cộng sản Thái Lan bắt đầu tuyển mộ lực lượng trong các trường đại học bằng cách xuất bản sách và bài viết trong các trường sở. Điều này thể hiện rõ ràng nhất trong một bài viết trên báo của Trung tâm Sinh viên Quốc gia Thái Lan với nội dung kêu gọi đấu tranh vũ trang là con đường duy nhất để khiến xã hội trở nên tốt đẹp hơn.
Sự kiện phong trào sinh viên lật đổ chính phủ mở ra một giai đoạn (1973–1976) mang danh là "dân chủ" trong chính trị Thái Lan, song nhận định về sau này là phi dân chủ theo hầu hết khía cạnh của khái niệm. Sự phục hoạt của phái hữu khuynh và quân sự vào cuối năm 1974 bắt đầu bằng một chương trình ám sát có động cơ chính trị các thủ lĩnh nông dân và sinh viên nổi bật. Sau khi chế độ của Thanom Kittikachorn kết thúc, sự truy bức về chính trị vốn khiến các sinh viên cấp tiến bước vào hàng ngũ Trung tâm Sinh viên Quốc gia Thái Lan cũng biến mất, dẫn đến phong trào sinh viên phân ly thành các phái khác hẳn nhau.